# 아이버 노벨로 어워드
아이버 노벨로 어워드(Ivor Novello Awards)는 영국의 음악상으로, 상의 명칭은 아이버 노벨로에서 따온 것이다.